# 徐如澍
徐如澍（?—?），字郇南，號雨芃，贵州銅仁人，清朝政治人物、進士出身。

## 生平
乾隆四十年（1775年）乙未科進士，二甲六名，選庶吉士，散館授翰林院編修，官至順天府丞。著有《寶硯山房詩集》、《銅仁府志》十二卷。